# Вистря
Вистря (укр. Вістря) — село в Коропецкой поселковой общине Чортковского района Тернопольской области Украины.
До 2020 года входило в Монастырисский район.
Население по переписи 2001 года составляло 1050 человек. Почтовый индекс — 48371. Телефонный код — 3555.